# Teorema de Taylor-Proudman
En mecánica de fluidos, el teorema de Taylor-Proudman (por G. I. Taylor y Joseph Proudman) enuncia que cuando un cuerpo sólido es movido lentamente dentro de un fluido que es rotado 
de forma constante con una gran velocidad angular {\displaystyle \Omega }, la velocidad del fluido será uniforme a lo largo de cualquier línea paralela al eje de rotación. {\displaystyle \Omega } debe ser relativamente rápida comparada con el movimiento del cuerpo para hacer que la fuerza de Coriolis sea intensa comparada con los términos de aceleración.
Que esto es así puede verse considerando las ecuaciones de Navier-Stokes para flujo constante, con viscosidad cero y una fuerza del cuerpo correspondiendo a la fuerza de Coriolis, que son:
{\displaystyle \rho ({\mathbf {u} }\cdot \nabla ){\mathbf {u} }={\mathbf {F} }-\nabla p}
donde {\displaystyle {\mathbf {u} }} es la velocidad del fluido, {\displaystyle \rho } es la densidad del fluido, y {\displaystyle p} la presión. Si ahora hacemos la asunción de que el término advectivo puede ser despreciado (razonable si el número Rossby es mucho menor que la unidad) las ecuaciones se transforman en:
{\displaystyle 2\rho \Omega \times {\mathbf {u} }=\nabla p}
donde {\displaystyle \Omega } es el vector de velocidad angular. Si se toma el rotor de esta ecuación, el resultado es el teorema de Taylor-Proudman:
{\displaystyle ({\mathbf {\Omega } }\cdot \nabla ){\mathbf {u} }={\mathbf {0} }.}
Para derivar esto, se necesitan las identidades vectoriales
{\displaystyle \nabla \times (A\times B)=(A\cdot \nabla )B-(B\cdot \nabla )A+B(\nabla \cdot A)-A(\nabla \cdot B)}
y
{\displaystyle \nabla \times (\nabla p)=0}.
Nótese que {\displaystyle \nabla \cdot {\mathbf {\Omega } }=0} también es necesaria.
La forma vectorial del teorema de Taylor–Proudman tal vez se entienda mejor expandiéndola en sus componentes respecto de los ejes coordenados:
{\displaystyle \Omega _{x}{\frac {\partial {\mathbf {u} }}{\partial x}}=0}
{\displaystyle \Omega _{y}{\frac {\partial {\mathbf {u} }}{\partial y}}=0}
{\displaystyle \Omega _{z}{\frac {\partial {\mathbf {u} }}{\partial z}}=0}
Ahora se eligen coordenadas en las cuales {\displaystyle \Omega _{x}=\Omega _{y}=0} y entonces las ecuaciones se reducen a
{\displaystyle {\frac {\partial {\mathbf {u} }}{\partial z}}=0,}
si {\displaystyle \Omega _{z}\neq 0}. Nótese que la implicación es que las tres componentes del vector de velocidad son uniformes a lo largo de cualquier línea paralela al eje Z.
- Datos: Q2600653